# FC Dallas
Maillots
Actualités
Le Football Club Dallas ou seulement FC Dallas, est une franchise de soccer professionnel américain basé à Frisco dans la banlieue de Dallas au Texas, qui participe à la Conférence Ouest de la Major League Soccer (MLS). La franchise est l'un des 10 clubs fondateurs de la MLS et a participé sans discontinuer à la ligue depuis sa création. Le club était connu au départ sous le nom Burn de Dallas et prend son nom actuel peu avant la saison 2005.
En saison régulière, l'équipe a connu ses meilleures saisons en 2006 et 2015 en finissant à chaque fois premier de sa conférence. En 2010, ils perdent en finale de la Coupe MLS contre les Rapids du Colorado. Dallas a par ailleurs remporté l'édition 1997 de la US Open Cup à l'issue d'une série de tirs au but contre le D.C. United avant de renouer avec la victoire dans cette compétition en 2016.
Depuis 2005, Dallas joue ses matchs à domicile au Toyota Stadium, stade d'une capacité de 20 500 places destiné à la pratique du soccer. L'entraîneur du FC Dallas depuis 2021 est Marco Ferruzzi (en). L'équipe est détenue par Clark Hunt, qui possède également la franchise de football américain des Chiefs de Kansas City qui évolue en National Football League (NFL).

## Historique

### Dallas Burn (1996-2004)

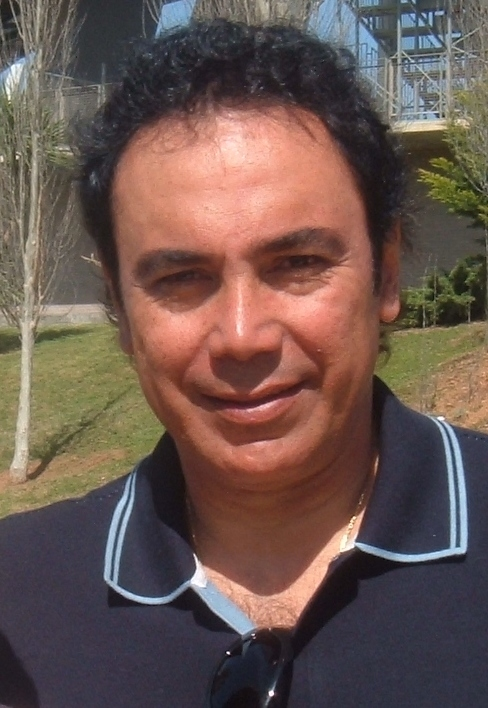
Hugo Sánchez, 1er joueur à intégrer la franchise, le 17 octobre 1995.

Le 6 juin 1995, Dallas obtient la création d'une franchise de Major League Soccer, le même jour que Kansas City et Denver. L'équipe doit son nom d'origine, Dallas Burn, à la combustion dans les champs de pétrole du Texas et au climat aride de l’État. Le 17 octobre 1995, l'ancien international mexicain Hugo Sánchez devient la première recrue de l'histoire du club. La franchise n'attire cependant pas les investisseurs, et elle doit donc être financée dans un premier temps par la Ligue elle-même.
Le Dallas Burn joue son premier match de MLS le 14 avril 1996, en battant le Clash de San José aux tirs au but au Cotton Bowl devant 27 779 spectateurs. Cinq jours plus tard, Jason Kreis marque le premier but de l'équipe qui l'emporte 3 à 0 à domicile contre les Wiz de Kansas City. 
Avec 17 victoires contre 15 défaites, la franchise texane termine à la deuxième place de la Conférence Ouest, derrière le Galaxy de Los Angeles, mais s'incline dans les séries éliminatoires lors des demi-finales jouées en trois manches contre Kansas City. Par ailleurs, leur première campagne en US Open Cup s'achève avec une défaite 2-3 à domicile en demi-finale contre DC United.
À l'issue de leur deuxième saison, Dallas atteint de nouveau les séries éliminatoires, et perd en finale de Conférence contre les Rapids du Colorado. Ce nouvel échec est néanmoins atténué lorsque la même saison l'équipe dispose en finale de l'US Open Cup du DC United, champion de MLS (0-0 a.p, 5-3 t.a.b.),.
En 1998, Dallas atteint encore les séries éliminatoires mais est éliminé en demi-finale de conférence.
En 1999, l'attaquant Jason Kreis est élu MVP de la Ligue à l'issue d'une saison dans laquelle il est devenu le premier joueur à atteindre au moins 15 buts et 15 passes sur une saison durant la saison régulière. Dallas se qualifie encore pour les séries éliminatoires, mais pour la deuxième fois en quatre saisons, le club est battu en finale de conférence deux matchs à un par le Galaxy de Los Angeles.
Pour leur cinquième saison en MLS, Dallas termine troisième de la division centre et se qualifie pour la cinquième fois consécutive en play-offs, performance que le seul le Galaxy égale. Mais une nouvelle fois, le club se rate en séries éliminatoires en se faisant éliminer dès le premier tour deux matchs à zéro par les Metrostars. En octobre 2000, l'entraîneur Dave Dir est remercié, lui qui était le dernier entraîneur en poste dans la même franchise depuis la saison inaugurale de la MLS. 
Mike Jeffries, qui avait remporté la Coupe MLS 1998 et deux US Open Cup (1998 et 2000) avec le Fire de Chicago en tant qu'entraineur adjoint de Bob Bradley, entre en fonction en janvier 2001. Dans sa première saison en charge, raccourcie à la suite des attentats du 11 septembre 2001, Dallas termine une nouvelle fois troisième de la division centre et perd une nouvelle fois dès le premier tour des séries éliminatoires face à Chicago.

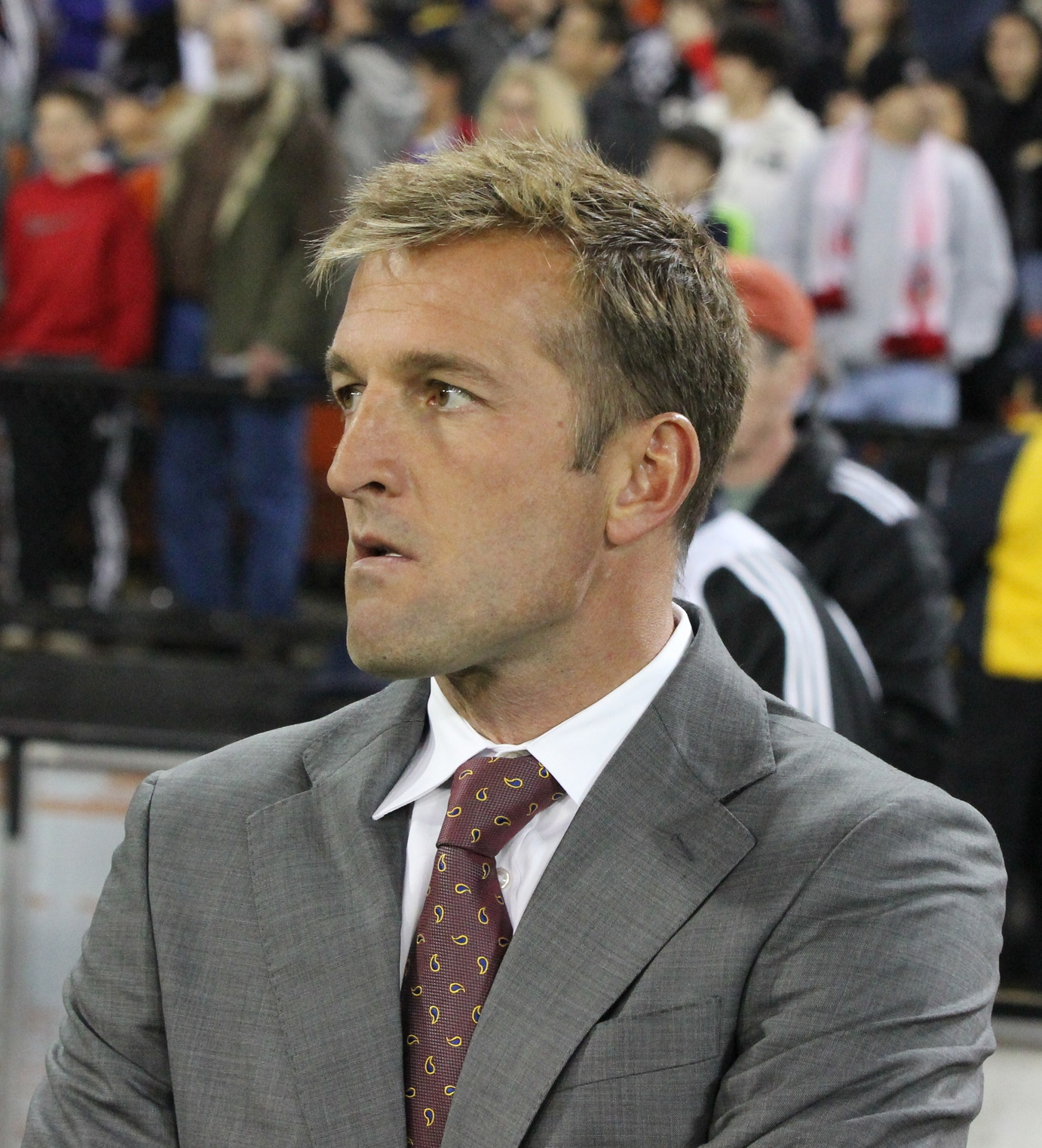
Jason Kreis, joueur de la franchise entre 1996 et 2004.

La saison 2002 se conclut pour la troisième fois d'affilée par une élimination dès le premier tour des séries éliminatoires.
Pour la saison 2003, les matches à domicile du Dallas Burn sont délocalisés au Dragon Stadium à Southlake. En septembre, alors que Dallas présente un bilan de 4 victoires, 4 nuls et 16 défaites, il est licencié. Il est remplacé par son adjoint, l'ancien international Nord-Irlandais Colin Clarke. Avec 13 points de retard sur le Galaxy et les Wizards alors qu'il ne reste plus que six matchs, Dallas n'a que de faibles espoirs de play-offs. L'entraineur intérimaire décroche 7 points en six matchs ce qui est insuffisant. La franchise rate donc les séries éliminatoires pour la première fois de son histoire.
Colin Clarke est officiellement confirmé dans sa nouvelle fonction le 4 décembre 2003. 
Dallas revient pour la saison 2004 au Cotton Bowl. En août, Lamar Hunt, le propriétaire annonce que le club sera rebaptisé en FC Dallas la saison suivante. Cela coïncide avec l'entrée de l'équipe au Pizza Hut Park un stade entièrement destiné à la pratique du soccer lors du mois d'août 2005. Sur le terrain, le Burn joue sa qualification pour les play-offs à domicile face aux Earthquakes de San José lors du dernier match de la saison régulière. En les battant, Dallas récupèrerait ainsi la dernière place qualificative disponible dans la conférence Ouest, mais en concédant le nul 2-2 à domicile, Dallas rate les séries éliminatoires une deuxième fois consécutive.

### FC Dallas (depuis 2005)
En mars 2005, le FC Dallas recrute l'attaquant guatémaltèque Carlos Ruiz, auteur de 50 buts en 72 matchs de saison régulière pour le Galaxy de Los Angeles et récompensé du titre de MVP du championnat de MLS en 2002 pour les avoir aidé à remporter la Coupe de la MLS cette saison-là en échange de la place de numéro 1 dans la place des allocations. En récupérant cette place, le Galaxy recrutera Landon Donovan par la suite. Le 6 août 2005, le FC Dallas inaugure le Pizza Hut Park contre les New York/New Jersey MetroStars (2-2). Classé deuxième à l'Ouest derrière les Earthquakes de San José, Dallas retrouve les séries éliminatoires après deux saisons blanches, perdant en demi-finale de la conférence face aux Rapids du Colorado aux tirs au but après deux matchs nuls (0-0, 2-2 a.p. 4-5 t.a.b.) lorsque la tentative de Roberto Miña est repoussé par Joe Cannon. Parallèlement, Dallas atteint la finale de la coupe des États-Unis et s'incline en finale contre le Galaxy de Los Angeles.
En 2006, l'équipe termine la saison régulière à la première place de la Conférence Ouest, et la saison suivante, elle s'offre une troisième apparition consécutive en séries éliminatoires, qui s'achève sur une défaite 4-2 contre le Houston Dynamo en deux manches. Par ailleurs, Dallas atteint ses deux premières finales de la Coupe des États-Unis depuis leur victoire de 1997, perdant les deux fois sur la marge d'un but d'écart contre LA en 2005 et les New England Revolution en 2007. Pour les deux saisons suivantes, 2008 et 2009, le FC Dallas rate les séries éliminatoires de MLS.
En 2010, Dallas a atteint la finale de la Coupe de la MLS pour la première fois, mais s'incline sur le score de 2 à 1 en prolongation contre les Colorado Rapids au BMO Field de Toronto, après un but contre son camp marqué par George John. Le club texan est néanmoins récompensé de sa bonne saison par divers trophées individuels. Le milieu de terrain colombien David Ferreira, prêté par l'Atlético Paranaense est élu MVP, après avoir manqué une seule minute de la saison, tandis que Schellas Hyndman se voit décerner le titre d'entraîneur de l'année.

## Palmarès et résultats

### Palmarès
| Compétitions nationales | Compétitions internationales | Trophées mineurs |
| - Coupe MLS : - Finaliste : 2010. - Conférence Ouest de MLS (1) : - Vainqueur : 2010. - US Open Cup (2) : - Vainqueur : 1997 et 2016. - Finaliste : 2005 et 2007. | - Ligue des champions de la CONCACAF : - Deux participations. - Meilleur parcours : Demi-finale en 2017. Compétitions disparues - Coupe des vainqueurs de coupe de la CONCACAF : - Une participation. - Meilleur parcours : 3e en phase de groupes en 1997. - SuperLiga : - Une participation. - Meilleur parcours : 4e en phase de groupes en 2007. | - Brimstone Cup (10) : - Vainqueur : 2002, 2004, 2005, 2006, 2007, 2008, 2010, 2011, 2016 et 2018. - Derby texan (7) : - Vainqueur : 2008, 2010, 2013, 2014, 2015, 2018 et 2019. - Lamar Hunt Pioneer Cup (2) : - Vainqueur : 2010 et 2015. - Walt Disney World Pro Soccer Classic (1) : - Vainqueur : 2011. |

### Bilan par saison
| Saison | Saison régulière | Saison régulière | Saison régulière | Saison régulière | Saison régulière | Saison régulière | Saison régulière | Position | Position | Coupe MLS                 | US Open Cup         | Ligue des champions CONCACAF       | Affl. moy. saison régulière | Affl. moy. séries éliminat. |
| Saison | M                | V                | N                | D                | BP               | BC               | Pts              | Conf.    | Ligue    | Coupe MLS                 | US Open Cup         | Ligue des champions CONCACAF       | Affl. moy. saison régulière | Affl. moy. séries éliminat. |
| ------ | ---------------- | ---------------- | ---------------- | ---------------- | ---------------- | ---------------- | ---------------- | -------- | -------- | ------------------------- | ------------------- | ---------------------------------- | --------------------------- | --------------------------- |
| 1996   | 32               | 17               | -                | 15               | 50               | 48               | 41               | 2e/5     | 4e/10    | Demi-finale de conférence | Demi-finale         | Non qualifié                       | 16 011                      | 9 963                       |
| 1997   | 32               | 16               | -                | 16               | 55               | 49               | 42               | 3e/5     | 5e/10    | Finale de conférence      | Champion            | Non qualifié                       | 9 678                       | 9 312                       |
| 1998   | 32               | 15               | -                | 17               | 43               | 59               | 37               | 4e/6     | 7e/12    | Demi-finale de conférence | Demi-finale         | Non qualifié                       | 10 948                      | 8 130                       |
| 1999   | 32               | 19               | -                | 13               | 54               | 54               | 35               | 2e/6     | 3e/12    | Finale de conférence      | Quart de finale     | Non qualifié                       | 12 211                      | 10 988                      |
| 2000   | 32               | 14               | 4                | 14               | 54               | 54               | 46               | 3e/4     | 6e/12    | Demi-finale de conférence | Quart de finale     | Non qualifié                       | 13 102                      | 7 555                       |
| 2001   | 26               | 10               | 5                | 11               | 48               | 47               | 35               | 3e/4     | 7e/12    | Demi-finale de conférence | Deuxième tour       | Non qualifié                       | 12 574                      | 17 149                      |
| 2002   | 28               | 12               | 7                | 9                | 44               | 43               | 43               | 3e/5     | 8e/10    | Demi-finale de conférence | Demi-finale         | Non qualifié                       | 13 122                      | 7 184                       |
| 2003   | 30               | 6                | 5                | 19               | 35               | 64               | 23               | 5e/5     | 10e/10   | Non qualifié              | Quatrième tour      | Non qualifié                       | 7 906                       | N/Q                         |
| 2004   | 30               | 10               | 6                | 14               | 34               | 45               | 36               | 5e/5     | 8e/10    | Non qualifié              | Quart de finale     | Non qualifié                       | 9 088                       | N/Q                         |
| 2005   | 32               | 13               | 9                | 10               | 52               | 44               | 48               | 2e/6     | 5e/12    | Demi-finale de conférence | Finaliste           | Non qualifié                       | 11 189                      | 10 104                      |
| 2006   | 32               | 16               | 4                | 12               | 48               | 44               | 52               | 1er/6    | 2e/12    | Demi-finale de conférence | Quart de finale     | Non qualifié                       | 14 982                      | 15 486                      |
| 2007   | 30               | 13               | 5                | 12               | 37               | 44               | 44               | 3e/6     | 5e/13    | Demi-finale de conférence | Finaliste           | Non qualifié Phase de groupes (SL) | 15 145                      | 12 537                      |
| 2008   | 30               | 8                | 12               | 10               | 45               | 41               | 36               | 5e/7     | 11e/14   | Non qualifié              | Quart de finale     | Non qualifié                       | 13 024                      | N/Q                         |
| 2009   | 30               | 11               | 6                | 13               | 50               | 47               | 39               | 7e/8     | 11e/15   | Non qualifié              | Non qualifié        | Non qualifié                       | 12 441                      | N/Q                         |
| 2010   | 30               | 12               | 14               | 4                | 42               | 28               | 50               | 3e/8     | 4e/16    | Finaliste                 | Non qualifié        | Non qualifié                       | 10 815                      | 11 003                      |
| 2011   | 34               | 15               | 7                | 12               | 42               | 39               | 52               | 4e/9     | 4e/18    | Premier tour              | Demi-finale         | Phase de groupes                   | 12 861                      | 10 017                      |
| 2012   | 34               | 9                | 12               | 13               | 35               | 38               | 36               | 6e/9     | 13e/19   | Non qualifié              | Troisième tour      | Non qualifié                       | 14 199                      | N/Q                         |
| 2013   | 34               | 11               | 11               | 12               | 48               | 52               | 44               | 8e/9     | 15e/19   | Non qualifié              | Quart de finale     | Non qualifié                       | 15 374                      | Non qualifié                |
| 2014   | 34               | 16               | 6                | 12               | 55               | 46               | 54               | 4e/9     | 6e/19    | Demi-finale de conférence | Demi-finale         | Non qualifié                       | 16 816                      | 13 196                      |
| 2015   | 34               | 18               | 10               | 6                | 52               | 39               | 60               | 1er/10   | 2e/20    | Finale de conférence      | Huitièmes de finale | Non qualifié                       | 16 013                      | 19 127                      |
| 2016   | 34               | 17               | 9                | 8                | 52               | 39               | 60               | 1er/10   | 1er/20   | Demi-finale de conférence | Champion            | Non qualifié                       | 14 094                      | 14 878                      |
| 2017   | 34               | 11               | 13               | 10               | 48               | 48               | 46               | 7e/11    | 13e/22   | Non qualifié              | Quart de finale     | Demi-finale                        | 15 122                      | N/Q                         |
| 2018   | 34               | 16               | 9                | 9                | 52               | 44               | 57               | 4e/12    | 6e/23    | Premier tour              | Huitièmes de finale | Huitièmes de finale                | 15 512                      | N/A                         |
| 2019   | 34               | 13               | 9                | 12               | 54               | 46               | 48               | 7e/12    | 13e/24   | Premier tour              | Huitièmes de finale | Non qualifié                       | 14 842                      | N/A                         |
| 2020   | 22               | 9                | 6                | 7                | 28               | 24               | 34               | 6e/12    | 11e/26   | Demi-finale de conférence | Annulée             | Non qualifié                       | N/A                         | N/A                         |
| 2021   | 34               | 7                | 12               | 15               | 47               | 56               | 33               | 11e/13   | 23e/27   | Non qualifié              | Non tenue           | Non qualifié                       | 13 418                      | N/Q                         |
| 2022   | 34               | 14               | 11               | 9                | 48               | 37               | 53               | 3e/14    | 7e/28    | Demi-finale de conférence | Quatrième tour      | Non qualifié                       | 16 615                      | 19 096                      |
| Total  | 854              | 348              | 192              | 314              | 1252             | 1219             | 1184             |          |          |                           |                     |                                    |                             |                             |

#### Meilleurs buteurs par saison
| Saison | Meilleurs buteurs | Meilleurs buteurs |
| Saison | Joueurs           | Buts              |
| ------ | ----------------- | ----------------- |
| 1996   | Jason Kreis       | 14                |
| 1997   | Dante Washington  | 15                |
| 1998   | Jason Kreis       | 11                |
| 1999   | Jason Kreis       | 20                |
| 2000   | Ariel Graziani    | 15                |
| 2001   | Ariel Graziani    | 12                |
| 2002   | Jason Kreis       | 14                |
| 2003   | Jason Kreis       | 7                 |
| 2004   | Eddie Johnson     | 14                |
| 2005   | Carlos Ruiz       | 14                |

| Saison | Meilleurs buteurs | Meilleurs buteurs |
| Saison | Joueurs           | Buts              |
| ------ | ----------------- | ----------------- |
| 2006   | Carlos Ruiz       | 15                |
| 2007   | Carlos Ruiz       | 12                |
| 2008   | Kenny Cooper      | 19                |
| 2009   | Jeff Cunningham   | 17                |
| 2010   | Jeff Cunningham   | 12                |
| 2011   | Brek Shea         | 11                |
| 2012   | Blas Pérez        | 9                 |
| 2013   | Blas Pérez        | 13                |
| 2014   | Blas Pérez        | 14                |
| 2014   | Fabian Castillo   | 14                |

| Saison | Meilleurs buteurs  | Meilleurs buteurs |
| Saison | Joueurs            | Buts              |
| ------ | ------------------ | ----------------- |
| 2015   | Michael Barrios    | 10                |
| 2015   | Fabian Castillo    | 10                |
| 2016   | Maximiliano Urruti | 13                |
| 2017   | Maximiliano Urruti | 13                |
| 2018   | Roland Lamah       | 9                 |
| 2018   | Maximiliano Urruti | 9                 |
| 2019   | Jesús Ferreira     | 8                 |
| 2020   | Franco Jara        | 7                 |
| 2021   | Ricardo Pepi       | 13                |
| 2022   | Jesús Ferreira     | 18                |

## Identité du club

### Nom et couleurs

Logo du Dallas Burn entre 1996 et 2004.

À l'origine, le Dallas Burn jouait dans une tenue à dominante rouge et noir, et avait un logo qui présentait un mustang noir crachant du feu derrière le mot "Burn" stylisé en rouge. Ces couleurs rouge et noir ainsi que le logo original ont été révélés lors d'un événement spécial à New York le 17 octobre 1995.
L'équipe est rebaptisé FC Dallas en 2005 pour coïncider avec leur passage au Pizza Hut Park. Depuis cette saison, le club adopte un nouveau jeu de maillots: rouge et blanc pour la tenue à domicile (le noir disparait), tandis que l'habituel maillot extérieur blanc se voit agrémenté de bleu et d'argent. Auparavant les couleurs étaient partagées selon les endroits du maillots: manches rouges, flancs noirs, torse rouge... À partir de 2005, ce sont des rayures qui structurent les différents espaces.
Les couleurs sont officiellement répertoriés comme étant Rouge république, Blanc Lonestar, Argent Shawnee et Bleu bovin. En juillet 2012, l'équipe porte ses premiers maillots sponsorisés, portant le logo des fabricants de nutrition sportive texans AdvoCare. Pour les saisons 2014 et 2015, les rayures blanches laissent la place à un différent type de rouge plus contrasté. Le maillot a également incorporé la devise «Dallas 'Til I Die» («Dallas jusqu'à la mort») à l'intérieur du col et conserve les initiales «LH» pour Lamar Hunt, fondateur de la MLS et de la franchise. Les initiales LH sont présentes sur le maillot depuis 2007, d'abord sur une manche, puis dans le dos depuis 2010.

### Maillots
- Maillot domicile

| 1996 | 1997 | 1998–1999 | 2000 | 2001–2002 | 2003–2004 | 2005 |

| 2006–2007 | 2008–2009 | 2010–2011 | 2012–2013 | 2014–2015 | 2016 |  |

- Maillot extérieur

| 1996 | 1997 | 1998–1999 | 2000 | 2001–2002 | 2003–2004 |

| 2005 | 2006–2007 | 2008–2009 | 2010–2011 | 2012–2014 | 2015–present |  |

- Troisième maillot

| 2006 |

### Rivalités

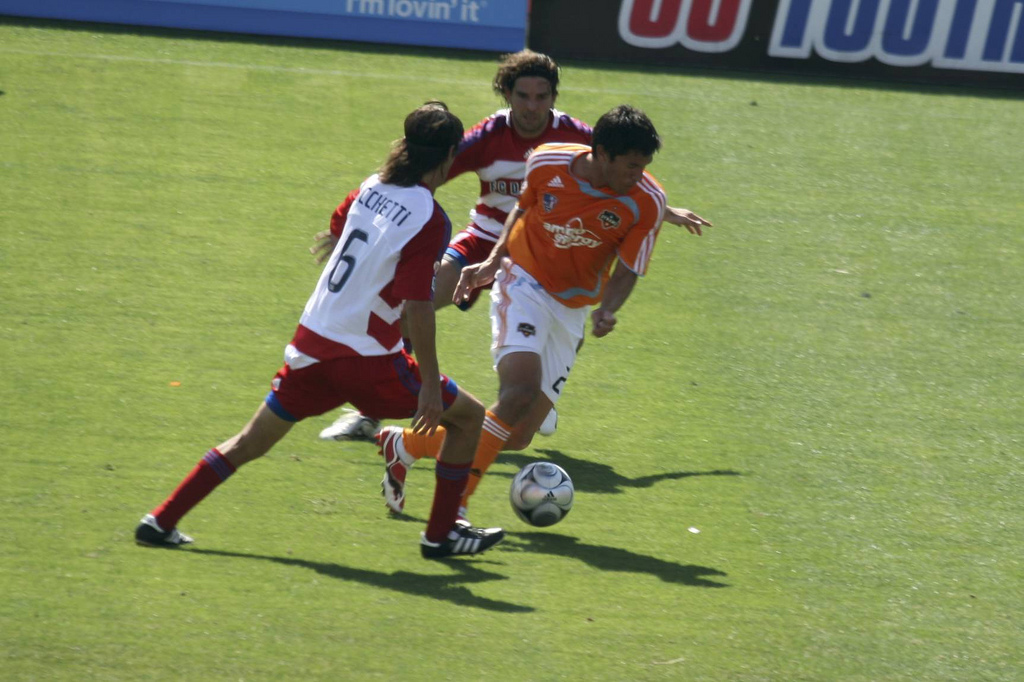
Houston-Dallas (3-3) joué le 6 avril 2008 au Robertson Stadium.

Le principal rival du FC Dallas est le Dynamo de Houston qu'il affronte chaque année au cours de ce qui a pris l’appellation de «derby texan». En effet, les deux franchises de MLS se situent toutes les deux dans le même État, le Texas et se disputent tous les ans «El Capitan», la réplique d'un canon de la guerre civile américaine qui va au vainqueur de la double-confrontation en saison régulière.

Il existe en outre une animosité croissante entre les fans et les joueurs de FC Dallas et ceux des Rapids du Colorado, provoquant principalement des commentaires de joueurs Colorado envers les fans texans à la faveurs des victoires des premiers sur les seconds dans les playoffs de MLS Cup en 2005 puis 2006.

La franchise également entretient aussi à deux autres rivalités de faible importance. La Coupe Brimstone face au Chicago Fire, ainsi nommé pour les allusions au feu dans les noms des deux équipes (le FC Dallas portant originellement le nom «Dallas Burn»), a été inauguré par les fans en 2001. La Coupe Pioneer Lamar Hunt est disputé contre le Columbus Crew depuis 2007. Ce trophée est nommé d'après Lamar Hunt, qui était avait investi dans les deux équipes.

## Joueurs et personnalités du club

### Entraîneurs
Le tableau suivant présente la liste des entraîneurs du club depuis 1996.
| Rang | Entraîneur               | Nationalité     | Début             | Fin               | Matchs | Victoires | Nuls | Défaites | % victoires | Palmarès                                                    |
| ---- | ------------------------ | --------------- | ----------------- | ----------------- | ------ | --------- | ---- | -------- | ----------- | ----------------------------------------------------------- |
| 1    | Dave Dir                 | États-Unis      | Début 1996        | 20 octobre 2000   | 191    | 79        | 36   | 76       | 41.36 %     | 1x Coupe des États-Unis (1997)                              |
| 2    | Mike Jeffries            | États-Unis      | 23 janvier 2001   | 15 septembre 2003 | 89     | 29        | 17   | 43       | 32.58 %     |                                                             |
| 3    | Colin Clarke             | Irlande du Nord | 15 septembre 2003 | 7 novembre 2006   | 114    | 47        | 24   | 43       | 41.23 %     |                                                             |
| 4    | Steve Morrow             | Irlande du Nord | 6 novembre 2006   | 20 mai 2008       | 47     | 18        | 11   | 18       | 38.30 %     |                                                             |
| 5    | Marco Ferruzzi (intérim) | États-Unis      | 20 mai 2008       | 16 juin 2008      | 5      | 2         | 1    | 2        | 40 %        |                                                             |
| 6    | Schellas Hyndman         | États-Unis      | 16 juin 2008      | 27 octobre 2013   | 203    | 73        | 60   | 70       | 35.96 %     |                                                             |
| 7    | Óscar Pareja             | Colombie        | 10 janvier 2014   | 19 novembre 2018  | 206    | 97        | 50   | 59       | 47.09 %     | 1x Supporters' Shield (2016) 1x Coupe des États-Unis (2016) |
| 8    | Luchi Gonzalez           | États-Unis      | 16 décembre 2018  | 19 septembre 2021 | 87     | 29        | 26   | 32       | 33.33 %     |                                                             |
| 9    | Marco Ferruzzi (intérim) | États-Unis      | 19 septembre 2021 | 2 décembre 2021   | 8      | 1         | 3    | 4        | 12.5 %      |                                                             |
| 10   | Nico Estévez             | Espagne         | 2 décembre 2021   | 9 juin 2024       | 38     | 15        | 12   | 11       | 39.47 %     |                                                             |

## Stades
- 1996-2002 : Cotton Bowl
- 2003 : Dragon Stadium
- 2004-2005 : Cotton Bowl

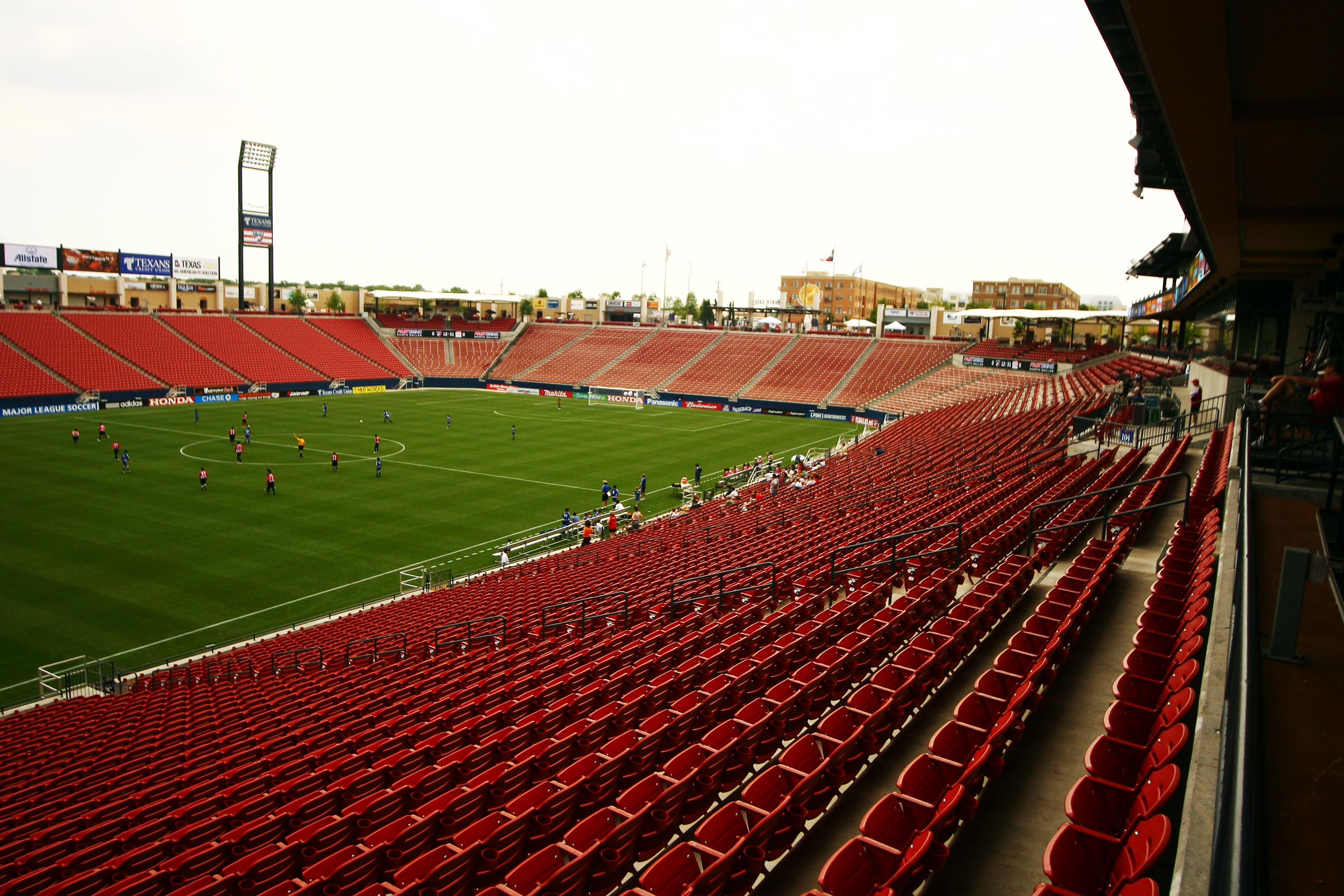
Vue intérieure du Toyota Stadium.

- 2005- : Toyota Stadium (Pizza Hut Park entre 2005 et 2011 puis FC Dallas Stadium entre 2011 et 2013)

## Autres équipes
| Équipe réserve | Équipes de jeunes |
| - USL League One - Champion : 2019 - Vainqueur de la saison régulière : 2019 | Section masculine - U.S. Soccer Development Academy U16/17 - Champion : 2015 et 2016 - U.S. Soccer Development Academy U18/19 - Champion : 2012 et 2016 Section féminine - U.S. Soccer Development Academy U15 - Championne : 2018 |
| Récompenses individuelles | |
| - Meilleur entraîneur de la USL League One (1) - Eric Quill (en) en 2019 - Meilleur joueur de la USL League One (1) - Arturo Rodríguez en 2019 - Meilleur espoir de la USL League One (1) - Arturo Rodríguez en 2019 - Équipe-type n°1 de la USL League One (2) - Arturo Rodríguez en 2019 - Ronaldo Damus (en) en 2019 - Équipe-type n°2 de la USL League One (2) - Alfusainey Jatta en 2019 - Ricardo Pepi en 2019 | - Meilleur buteur de la USL League One (1) - Ronaldo Damus en 2019 - Meilleur passeur de la USL League One (1) - Arturo Rodríguez en 2019                                                                                          |

### Équipe réserve

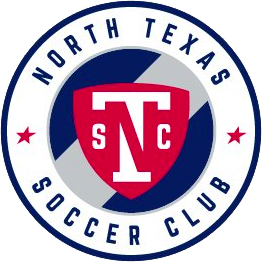
Logo du North Texas SC

En 2005, l'organisation du FC Dallas décide de la création d'une équipe réserve, intégrant alors la MLS Reserve Division. Mais lorsque cette ligue réservée aux équipes de développement des franchises de la MLS disparait en 2014, sa réserve ne sera pas de retour sur les terrains en 2015. Puis, l'Energy d'Oklahoma City est l'équipe réserve du FC Dallas par un système d'affiliation entre 2016 et 2018.
Depuis la saison 2019, le North Texas SC est l'équipe réserve. Le North Texas SC, évoluant dans la USL League One (troisième division). Le FC Dallas annonce le 2 novembre 2018 leur intention de créer une équipe réserve évoluant dans la USL League One. Le 24 janvier 2019, le FC Dallas a nommé Eric Quill (en), un ancien joueur de Dallas, l'entraîneur-chef de l'équipe réserve. Lors de la première saison, le North Texas SC remporte la saison régulière, et gagne la finale face au Triumph de Greenville (1-0). 
Lors de sa première saison, l'équipe dispute ses rencontres au Toyota Stadium, situé à Frisco, puis pour la saison 2020, l'équipe déménage au Globe Life Park situé à Arlington.

#### Bilan par saison
| Année | Niv. | Ligue      | Saison régulière | Saison régulière | Saison régulière | Saison régulière | Saison régulière | Saison régulière | Saison régulière | Position | Position | Séries    | Affl. moy. saison régulière | Affl. moy. séries éliminat. | Meilleurs buteurs | Meilleurs buteurs |
| Année | Niv. | Ligue      | M                | V                | N                | D                | BP               | BC               | Pts              | Conf.    | Ligue    | Séries    | Affl. moy. saison régulière | Affl. moy. séries éliminat. | Joueurs           | Buts              |
| ----- | ---- | ---------- | ---------------- | ---------------- | ---------------- | ---------------- | ---------------- | ---------------- | ---------------- | -------- | -------- | --------- | --------------------------- | --------------------------- | ----------------- | ----------------- |
| 2019  | 3    | League One | 28               | 17               | 5                | 6                | 53               | 31               | 56               | -        | 1er      | Vainqueur | 1 367                       | 3 656                       | Ronaldo Damus     | 16                |
| 2020  | 3    | League One | 0                | 0                | 0                | 0                | 0                | 0                | 0                | -        |          |           |                             |                             |                   | 0                 |

### Sections jeunes
L'Académie du FC Dallas (en anglais : FC Dallas Academy) est un centre de formation de jeunes joueurs et joueuses de soccer faisant partie de la franchise professionnelle du FC Dallas. L'Académie possède un programme d'entraînement et du développement des jeunes joueurs et joueuses jusqu'aux moins de dix-neuf ans. Les équipes des moins de douze (et à partir des moins de quatorze ans pour les filles) jusqu'aux moins de dix-neuf ans, évoluent dans les ligues de la U.S. Soccer Development Academy (USSDA),. Ces équipes disputent principalement leurs rencontres sur les terrains annexes du Toyota Stadium. Le FC Dallas Juniors (Pré-Académie) regroupe des jeunes joueurs et joueuses de sept à dix ans habitant le nord du Texas, répartis dans la région de Dallas,.
| Poste     | Joueur             | Années au club | Poste     | Joueur           | Années au club |
| --------- | ------------------ | -------------- | --------- | ---------------- | -------------- |
| Défenseur | Moisés Hernández   | 2010-2016      | Milieu    | Paxton Pomykal   | 2017-0000      |
| Gardien   | Richard Sánchez    | 2011-2014      | Attaquant | Jesús Ferreira   | 2017-0000      |
| Milieu    | Coy Craft          | 2014-2017      | Défenseur | Bryan Reynolds   | 2017-0000      |
| Milieu    | Alejandro Zendejas | 2015-2016      | Milieu    | Brandon Servania | 2018-0000      |
| Gardien   | Jesse González     | 2015-0000      | Attaquant | Ricardo Pepi     | 2019-0000      |
| Défenseur | Reggie Cannon      | 2017-0000      | 0         | 0                | 0              |